# Nino Matsjaidze
Nino Machaidze (Georgisch: ნინო მაჩაიძე) (Tbilisi, 8 maart 1983) is een Georgisch sopraan.
Machaidze volgde een opleiding aan het Vano-Sarajischwili-conservatorium in Tbilisi en aan de Accademia del Teatro alla Scala in Milaan. Op 17-jarige leeftijd won ze haar eerste zangwedstrijd. Tussen 2000 en 2005 was ze te horen in het Paliaschwili Theater in Tbilisi als onder meer Zerlina (Don Giovanni), Norina (Don Pasquale) en Gilda (Rigoletto). In 2006 won ze de eerste prijs op de Leyla Gencer-wedstrijd voor zang in Istanboel.
In 2007 trad ze op in het Milanese Teatro alla Scala met de vertolking van Marie in Gaetano Donizetti's opera La fille du régiment. Op het jaarlijks festival Salzburger Festspiele in 2008 vertolkte ze Julia in Charles Gounods Romeo en Julia.
In april 2009 vertolkte ze de rol van Lucia in de tragische opera Lucia di Lammermoor, onder regie van Guy Joosten in het Koninklijk Circus van Brussel.
- Bibliothèque nationale de France: cb15970450h (data)
- CiNii: DA17102005
- Gemeinsame Normdatei: 138343152
- International Standard Name Identifier: 0000 0001 0919 9835
- Library of Congress Control Number: no2009043722
- MusicBrainz: e305f49f-8ee2-4ec0-a1fd-5fa534d6d66e
- Nationale Bibliotheek van Tsjechië: xx0143000
- Nationale Bibliotheek van Israël: 987007316680105171
- Système universitaire de documentation: 155259954
- Virtual International Authority File: 83621912
- WorldCat: E39PBJrC9yHhymxc3Twc4bg7pP